# دايفيد روبنسون
دايفيد روبنسون (بالإنجليزية: David Robinson)‏ هو كاتب وصحفي وناقد سينمائي بريطاني، ولد في 6 أغسطس 1930 في لنكولن في المملكة المتحدة.

## وصلات خارجية
- دايفيد روبنسون على موقع IMDb (الإنجليزية)
- دايفيد روبنسون على موقع روتن توميتوز (الإنجليزية)
- دايفيد روبنسون على موقع قاعدة بيانات الفيلم (الإنجليزية)